# Саулі Пяллі
Саулі Пеллі (23 вересня 1912 — 13 грудня 1960) — фінський стрибун з трампліна. Він брав участь в індивідуальних змаганнях на Зимових Олімпійських іграх 1936 року.